# Mörderischer Tausch
Mörderischer Tausch ist ein Actionfilm aus dem Jahre 1996. 

## Handlung
Die Lehrerin Jane Hetzko wird auf offener Straße überfallen und schwer verletzt. Ihr Freund, der Söldner Jonathan Shale nimmt sich der Sache an und lässt sich als Aushilfslehrer an Janes Schule einschleusen, wo er die Täter vermutet. Gleich am ersten Tag macht Shale die Bekanntschaft mit Juan Lacas, dem Anführer der Gang K.O.D (Kings of Destruction). Im Lauf der Zeit kann Shale die Jugendlichen zum Lernen animieren und kommt einem Drogenring auf die Spur, der die Schule als Lager benutzt. Inzwischen kommt der Schulleiter Claude Rolle, der ebenfalls in die Drogenaktivitäten verstrickt ist, hinter die Identität von Shale. Er beauftragt die K.O.D, ihn zu beseitigen. Dazu nehmen Lacas und seine Leute Jane Hetzko und zwei Schüler in ihrer Wohnung als Geisel. Jonathan Shale gelingt es, diese zu befreien und die Gangmitglieder zu töten. Zusammen mit seinen Männern fährt Shale zur Schule, wo es zum Showdown mit dem Gangster kommt und er alle töten kann.

## Kritiken
- Wenn der Söldner Berenger nicht in Vietnam sein kann, ist die Schule ein guter Ersatz! Dies ist ein Kriegsfilm, ein Western und eine leichte Romanze. – Vancouver Sun (18. April 1996)

- Jahrelang haben wir Filme über hingebungsvolle Lehrer gesehen, die an drittklassigen Gymnasien den Respekt der hartgesottensten Jugendlichen zu gewinnen versuchten. Deshalb ist "Mörderischer Tausch" so erfrischend: Er straft diese Filme Lügen. Die meisten Schul-Filme handeln von Hoffnung. Dieser nicht. "Mörderischer Tausch" ist ein verbotenes Vergnügen, aber kein Schrott. – San Francisco Chronicle (19. April 1996)

- Man erinnert sich fast mit Sympathie an die rührend-gutmeinenden Versuche, mit der Michelle Pfeiffer in "Dangerous Minds" ihre Schüler für den Unterricht zu gewinnen vermochte. Mandel inszeniert das krasse Gegenteil: statt die sozialpsychologischen Motive der alltäglichen Gewalt in den Klassenzimmern auszuleuchten, liefert er ein moralisches Schwarz-Weiß-Bild, in dem Lacas und der Direktor als dämonisch-skrupellose Schurken in einem blutrünstigen Action-Spektakel fungieren. film-dienst 3/1997

## Fortsetzungen
Dem Film folgten drei Fortsetzungen, alle drei mit Treat Williams in der Hauptrolle. 
- 1998: Mörderischer Tausch 2 (The Substitute 2: School's Out)
- 1999: Hard Lessons – Substitute 3  (The Substitute 3: Winner Takes All)
- 2001: Honor & Duty – The Substitute IV (The Substitute: Failure Is Not an Option)